# SIGBUS
В POSIX-системах, SIGBUS — сигнал, сигнализирующий об ошибке шины, при обращении к физической памяти.
SIGBUS — целочисленная константа, определённая в заголовочном файле signal.h. Символьные имена сигналов используются вместо номеров, так как в разных реализациях номера сигналов могут различаться.

## Этимология
SIG — общий префикс сигналов (от англ. signal), BUS — англ. bus — шина данных (или адресная шина).

## Использование
Процесс может получить SIGBUS при неправильном обращении к памяти:
Неправильное выравнивание данныхПри попытке обращения, не удовлетворяющей правилам выравнивания, принятым на применяемом процессоре.
Обращение к несуществующей физической памятиОбращение к адресам, для которых на компьютере не установлено памяти. Исключение аналогично ошибке сегментации, но в применении к физическим, а не виртуальным адресам.
Аппаратная ошибка специфичная объектуБолее редкий случай, например в Solaris такой сигнал возникает, когда страницы виртуальной памяти перестают быть доступны, из-за проблем доступа к объекту, который на них отображён (например, когда отображённый с помощью mmap() файл был впоследствии урезан  Архивная копия от 16 июля 2010 на Wayback Machine (англ.)).
Операционная система может предоставить дополнительные данные о возникшей ошибке, используя стек сигнала (англ. signal stack), который может помочь разработчику в отладке данной ошибки.
По умолчанию, процесс аварийно завершается с генерацией дампа памяти (и/или другой операции зависящей от платформы), который можно использовать для получения информации об условиях возникновения исключения.
SIGBUS может быть перехвачен или проигнорирован. Однако игнорирование SIGBUS, в некоторых случаях, может привести к непредсказуемым результатам. Примером программы, перехватывающей SIGBUS, может служить отладчик, который способен проанализировать стек и информировать разработчика на каком этапе произошла ошибка.